# Steirachne
Steirachne là một chi thực vật có hoa trong họ Hòa thảo (Poaceae).

## Loài
Chi Steirachne gồm các loài: